# Барпынский айылный аймак
Барпынский айылный аймак (Барпы; кирг. Барпы айыл аймагы) — административная единица в Сузакском районе Джалал-Абадской области Кыргызстана.

## География
На востоке граничит с Узгенским районом, на западе с Атабековским айылным аймаком, на северо-западе с Таш-Булакским айылный аймаком, на севере с городом Джалал-Абад, на юге с Андижанской областью Узбекистана.
Расстояние до областного центра города Джалал-Абад — 5 км, до районного центра села Сузак — 12 км.

## История
Точная дата образования неизвестная. В 1974 году данный сельский совет был назван в честь киргизского поэта Барпы Алыкулова.
В 1930 году был основан колхоз «Кызыл-Мехнат», который в 1960 году был переименован в честь Барпы Алыкулова.
По состоянию на 1980 год в состав Барпынского сельского совета Ошской области входило 11 населённых пунктов: Алма-Арык, Ачы, Боз-Чычкан, Канды, Комсомол, Мин-Орюк, Пригородный, Сай, Тёолёс, Ульгю и Чокмор.
В Барпынском айылном аймаке родился политик Камчыбек Ташиев. На территории айыльного аймака Барпы в 2020 году был создан парк «Жони», названный в честь старшего брата Ташиева. Стоимость парка составила порядка 40 млн сомов.
В 2020 года Барпинский айылный кенеш избрал главой Барпинского айыл окмоты Жунусали Джакыпалиевича Абдыкадирова. С 2016 по 2020 год эту должность занимал Абсаттар Сыргабаев.
В Барпынской айыл окмоте работает 56 человек. Местный кенеш состоит из 31 депутата.

## Население
По данным на 2023 год в Барпынском айылном аймаке проживало 29 542 человека.
| Численность населения | Численность населения | Численность населения |
| --------------------- | --------------------- | --------------------- |
| 2009                  | 2021                  | 2023                  |
| 22 735                | 28 635                | 29 542                |

Национальный состав на 2023 год:
| Этнос   | Числ  | %       |
| ------- | ----- | ------- |
| Киргизы | 26552 | 89,01 % |
| Узбеки  | 1903  | 11,9 %  |
| Турки   | 986   | 3,6 %   |
| другие  | 101   | 1,02 %  |

## Состав айылного аймака
По состоянию на 2023 год в состав Барпынского айылного аймака входят 19 сёл:
| Населённый пункт | Тип         | Население (2023) |
| ---------------- | ----------- | ---------------- |
| Комсомол         | село, центр | 3 535            |
| Ачы              | село        | 533              |
| Боз-Чычкан       | село        | 1 697            |
| Беш-Мойнок       | село        | 1 773            |
| Джаны-Айыл       | село        | 1 329            |
| Джар-Кыштак      | село        | 1 447            |
| Дёбёй            | село        | 1 716            |
| Канды            | село        | 720              |
| Мин-Орюк         | село        | 1 304            |
| Маркай           | село        | 697              |
| Пригородный      | село        | 2 012            |
| Сай              | село        | 473              |
| Теолес           | село        | 1 105            |
| Таштак           | село        | 1 376            |
| Тюрк-Маала       | село        | 1 139            |
| Ульгю            | село        | 2 368            |
| Ченгет-Сай       | село        | 969              |
| Чёкё-Дёбё        | село        | 2 951            |
| Чокмор           | село        | 2 398            |

## Примечание
1. 1 2 3 4  Социалдык-экономикалык паспорту (кирг.). barpy.kg. Дата обращения: 8 февраля 2024. Архивировано 8 февраля 2024 года.
2. 1 2  Тарыхы (кирг.). suzak.kg. Дата обращения: 8 февраля 2024. Архивировано 22 июля 2023 года.
3. ↑  Киргизская ССР: административно-территориальное деление на 1 октября 1980 года / составитель И. Калыбаев. — девятое издание. — Фрунзе: Издательство «Кыргызстан», 1981. — С. 127. — 150 с. — 2000 экз. Архивировано 13 февраля 2024 года.
4. ↑  Бийбосунов, Айбек. Ташиевы построили парк имени своего брата. Радио Азаттык (9 августа 2022). Дата обращения: 8 февраля 2024. Архивировано 8 февраля 2024 года.
5. ↑  Избран глава Барпинского айыл окмоту Сузакского района Джалал-Абадской области. ЦИК КР (21 ноября 2020). Дата обращения: 8 февраля 2024. Архивировано 8 февраля 2024 года.
6. ↑  Сыргабаев Абсаттар Токтогулович — биография. Sputnik Кыргызстан (23 июля 2021). Дата обращения: 8 февраля 2024. Архивировано 8 февраля 2024 года.
7. 1 2 3  Численность населения районов, городов, поселков городского типа, айылных аймаков и сел Баткенской области. stat.kg (2023). Дата обращения: 8 февраля 2024. Архивировано 4 ноября 2023 года.
8. ↑  Перепись населения и жилищного фонда Кыргызской Республики 2009 года. Книга III. Джалал-Абадская область / А. Осмоналиев, Г. Мурсабекова, В. Мамаева. — 2010. — С. 307. — 349 с. Архивировано 23 января 2024 года.
9. ↑  Численность населения районов, городов, поселков городского типа,		 айылных аймаков и сел Джалал-Абадской области на 2021 год. stat.kg.
10. ↑  Государственный классификатор системы обозначений объектов административно-территориальных и территориальных единиц. (СОАТЕ). stat.kg. Дата обращения: 6 февраля 2024. Архивировано 14 января 2024 года.